# Big Brother - Duplo Impacto
Big Brother - Duplo Impacto foi uma edição especial do reality show Big Brother em Portugal, transmitida pela TVI.
Foi co-apresentada por Cláudio Ramos e Teresa Guilherme. 
Foi anunciado pela apresentadora e diretora de entretenimento e ficção, Cristina Ferreira, a 20 de outubro de 2020 durante o seu programa, o Dia de Cristina, que haveria uma edição especial do BB2020 e do Big Brother - A Revolução, denominada de «Big Brother - Duplo Impacto», com os melhores concorrentes das respetivas edições juntamente com os seus apresentadores e que estrearia em 2021.
Teve como a grande vencedora Joana Albuquerque que arrecadou contra Bruno Savate 62% dos votos.

## Entradas e eliminações
| Classificação | Classificação     | Classificação        | Classificação           | Classificação           | Classificação | Classificação |  |
| #             | Participante      | Origem               | Entrada                 | Saída                   | Total votos   | Total dias    |  |
| ------------- | ----------------- | -------------------- | ----------------------- | ----------------------- | ------------- | ------------- |  |
| 1             | Joana Albuquerque | Alcabideche          | 3 de Janeiro de 2021    | 27 de Março de 2021     | 29            | 84            |  |
| 2             | Bruno Savate      | Gondomar             | 3 de Janeiro de 2021    | 27 de Março de 2021     | 23            | 84            |  |
| 3             | Noélia            | Tavira               | 3 de Janeiro de 2021    | 27 de Março de 2021     | 26            | 84            |  |
| 4             | Sofia             | Barreiro             | 24 de Janeiro de 2021   | 27 de Março de 2021     | 17            | 63            |  |
| 5             | Jéssica Fernandes | Cascais              | 17 de Fevereiro de 2021 | 20 de Março de 2021     | 4             | 32            |  |
| 6             | Edmar             | Londres              | 21 de Fevereiro de 2021 | 20 de Março de 2021     | 11            | 28            |  |
| 7             | Sónia             | Vila Nova de Gaia    | 3 de Janeiro de 2021    | 13 de Março de 2021     | 25            | 70            |  |
| 8             | Gonçalo Quinaz    | Odivelas             | 3 de Janeiro de 2021    | 9 de Março de 2021      | 15            | 66            |  |
| 9             | Jéssica Nogueira  | Lugano               | 18 de Fevereiro 2021    | 6 de Março de 2021      | 7             | 17            |  |
| 10            | Bernardina        | Paços de Brandão     | 27 de Janeiro de 2021   | 28 de Fevereiro de 2021 | 3             | 33            |  |
| 11            | Sandrina          | Moura                | 3 de Janeiro de 2021    | 21 de Fevereiro de 2021 | 17            | 50            |  |
| 12            | Ana Catharina     | Rio de Janeiro       | 14 de Fevereiro de 2021 | 21 de Fevereiro de 2021 | 0             | 8             |  |
| 13            | Cláudio           | Porto                | 31 de Janeiro de 2021   | 14 de Fevereiro de 2021 | 4             | 15            |  |
| 14            | Pedro Fonseca     | Alverca do Ribatejo  | 28 de Janeiro de 2021   | 7 de Fevereiro de 2021  | 2             | 11            |  |
| 15            | Joana Diniz       | Vila Franca de Xira  | 3 de Janeiro de 2021    | 31 de Janeiro de 2021   | 9             | 29            |  |
| 16            | Hélder            | Santa Maria da Feira | 3 de Janeiro de 2021    | 28 de Janeiro de 2021   | 11            | 26            |  |
| 17            | Teresa            | Colares              | 3 de Janeiro de 2021    | 25 de Janeiro de 2021   | 10            | 23            |  |
| 18            | Helena Isabel     | Ferreira do Alentejo | 3 de Janeiro de 2021    | 24 de Janeiro de 2021   | 5             | 22            |  |
| 19            | Pedro Soá         | Montijo              | 3 de Janeiro de 2021    | 24 de Janeiro de 2021   | 2             | 22            |  |
| 20            | Rui               | Oliveira do Hospital | 3 de Janeiro de 2021    | 17 de Janeiro de 2021   | 3             | 15            |  |
| 21            | Anuska            | Oliveira do Bairro   | 3 de Janeiro de 2021    | 10 de Janeiro de 2021   | 0             | 8             |  |

Observações: A Ana Catharina desistiu do Big Brother - Duplo Impacto no dia 21 de Fevereiro de 2021, uma vez que no dia anterior havia sido hospitalizada e para voltar a entrar no jogo teria de fazer de novo um período de isolamento devido à Pandemia de COVID-19, que recusou fazer.
Legenda
|  |              |
|  | Vencedor(a)  |
|  | Eliminado(a) |
|  | Desistiu     |
|  | Expulso(a)   |
|  | Finalista    |

## Concorrentes
| Nome              | Origem               | Ocupação                                   | Idade | Edição original                                        | Posição                                               | Ref.ª  |
| ----------------- | -------------------- | ------------------------------------------ | ----- | ------------------------------------------------------ | ----------------------------------------------------- | ------ |
| Joana Albuquerque | Alcabideche          | Designer de interiores                     | 21    | BBR                                                    | Vencedora em 27 de março de 2021                      | [ 3 ]  |
| Bruno Savate      | Gondomar             | Proprietário de um "Sports Bar"            | 36    | SS5                                                    | 2.º lugar em 27 de março de 2021                      | [ 4 ]  |
| Noélia            | Tavira               | Comerciante                                | 33    | BB2020                                                 | 3.º lugar em 27 de março de 2021                      | [ 5 ]  |
| Sofia             | Barreiro             | Dona de loja online                        | 31    | SS4                                                    | 4.º lugar em 27 de março de 2021                      | [ 6 ]  |
| Jéssica Fernandes | Cascais              | Fadista                                    | 23    | BBR                                                    | 13.ª Expulsa em 20 de março de 2021                   | [ 7 ]  |
| Edmar             | Londres              | Animador                                   | 28    | BB2020                                                 | 12.º Expulso em 20 de março de 2021                   | [ 8 ]  |
| Sónia             | Vila Nova de Gaia    | Vendedora ambulante                        | 28    | BB2020                                                 | 11.ª Expulsa em 13 de março de 2021                   | [ 9 ]  |
| Gonçalo Quinaz    | Odivelas             | Dono de stand de automóveis                | 35    | A Quinta                                               | Desistente em 9 de março de 2021                      | [ 10 ] |
| Jéssica Nogueira  | Lugano               | Agente imobiliário                         | 23    | BB2020                                                 | 10.ª Expulsa em 6 de março de 2021                    | [ 11 ] |
| Bernardina        | Paços de Brandão     | Treinadora                                 | 28    | SS4                                                    | 9.ª Expulsa em 28 de fevereiro de 2021                | [ 12 ] |
| Sandrina          | Moura                | Cabeleireira                               | 22    | BB2020                                                 | 8.ª Expulsa em 21 de fevereiro de 2021                | [ 13 ] |
| Ana Catharina     | Rio de Janeiro       | Instrutora de ioga                         | 29    | BB2020                                                 | Desistente em 21 de fevereiro de 2021                 | [ 14 ] |
| Cláudio           | Porto                | Jogador profissional de poker profissional | 33    | SS6                                                    | 7.º Expulso em 14 de fevereiro de 2021                | [ 15 ] |
| Pedro Fonseca     | Alverca do Ribatejo  | Ilusionista                                | 42    | BBR                                                    | 6.º Expulso em 7 de fevereiro de 2021                 | [ 16 ] |
| Joana Diniz       | Vila Franca de Xira  | Dançarina                                  | 28    | SS4                                                    | 5.ª Expulsa em 31 de janeiro de 2021                  | [ 17 ] |
| Hélder            | Santa Maria da Feira | Técnico eletrónico                         | 39    | BB2020                                                 | 4.º Expulso pelo Big Brother em 28 de janeiro de 2021 | [ 18 ] |
| Teresa            | Colares              | Cabeleireira                               | 52    | BB2020                                                 | Desistente em 25 de janeiro de 2021                   | [ 19 ] |
| Helena Isabel     | Ferreira do Alentejo | Jurista                                    | 33    | SS6                                                    | 3.ª Expulsa em 24 de janeiro de 2021                  | [ 20 ] |
| Pedro Soá         | Montijo              | Empresário                                 | 45    | BB2020                                                 | Desistente em 24 de janeiro de 2021                   | [ 21 ] |
| Rui               | Oliveira do Hospital | Empresário                                 | 35    | BBR                                                    | 2.º Expulso em 17 de janeiro de 2021                  | [ 22 ] |
| Anuska            | Oliveira do Bairro   | Supervisora de ginásio                     | 24    | Nunca tinha participado num Reality Show anteriormente | 1.ª Expulsa em 10 de janeiro de 2021                  | [ 23 ] |

## Nomeações
|                     | Semana 1                                  | Semana 2                            | Semana 3                                     | Semana 4                           | Semana 5                               | Semana 6                           | Semana 7                                     | Semana 8                                   | Semana 9                             | Semana 10                            | Semana 11                               | Semana 11                            | Semana 12                          | Nomeações recebidas |
| Dia 70              | Semana 1                                  | Semana 2                            | Semana 3                                     | Semana 4                           | Semana 5                               | Semana 6                           | Semana 7                                     | Semana 8                                   | Semana 9                             | Semana 10                            | Dia 71                                  | Final                                |                                    | Nomeações recebidas |
| ------------------- | ----------------------------------------- | ----------------------------------- | -------------------------------------------- | ---------------------------------- | -------------------------------------- | ---------------------------------- | -------------------------------------------- | ------------------------------------------ | ------------------------------------ | ------------------------------------ | --------------------------------------- | ------------------------------------ | ---------------------------------- | ------------------- |
| Líder               | Joana A.                                  | Hélder & Helena                     | Sónia                                        | Noélia                             | Pedro F.                               | Sandrina                           | Bernardina                                   | Joana A. Sónia                             | Sofia                                | Edmar                                | (nenhum)                                | (nenhum)                             | (nenhum)                           | Nomeações recebidas |
| Poder de salvamento | Sónia & Teresa                            | Bruno & Joana A.                    | Sandrina                                     | Bruno                              | Sandrina                               | Bruno                              | Sónia                                        | Jéssica N.                                 | Noélia                               | Joana A.                             | (nenhum)                                | (nenhum)                             | (nenhum)                           | Nomeações recebidas |
|                     |                                           |                                     |                                              |                                    |                                        |                                    |                                              |                                            |                                      |                                      |                                         |                                      |                                    |                     |
| Joana A.            | Líder                                     | Rui & Teresa Joana D. & Sónia       | Hélder & Helena (2x) Joana D. (2x)           | Gonçalo Joana D.                   | Sónia Sandrina Pedro F. Gonçalo        | Sónia Cláudio                      | Sónia Gonçalo                                | Bernardina Gonçalo                         | Edmar Noélia                         | Gonçalo Sónia Noélia                 | Edmar (2x)                              | Finalista                            | Vencedora (Dia 84)                 | 29                  |
| Bruno               | Gonçalo & Helena Pedro S. & Rui           | Rui & Teresa Joana D. & Sónia       | Teresa (2x) Joana D. (2x)                    | Teresa Joana D.                    | Sónia Sandrina                         | Cláudio Sofia                      | Gonçalo Sofia                                | Bernardina Sofia Gonçalo Jéssica N.        | Sónia Edmar Jéssica N.               | Sofia Sónia Jéssica F.               | Sofia (2x)                              | Finalista                            | 2.º lugar (Dia 84)                 | 23                  |
| Noélia              | Sónia & Teresa Joana D. & Sandrina        | Bruno & Joana A. Rui & Teresa       | Joana D. Gonçalo & Pedro S.                  | Hélder Teresa                      | Pedro F. Sónia Sandrina                | Cláudio Sónia                      | Sónia Sandrina                               | Jéssica N. Jéssica F. Sofia                | Edmar (2x) Jéssica N. (2x)           | Sónia (2x)                           | Sofia Edmar                             | Nomeada                              | 3.º lugar (Dia 84)                 | 26                  |
| Sofia               | Ausente                                   | Ausente                             | Ausente                                      | Sem possibilidade de nomear        | Salva                                  | Sónia Bruno                        | Sónia Sandrina                               | Sem possibilidade de nomear                | Bruno Jéssica N.                     | Bruno (2x)                           | Jéssica F. Noélia                       | Finalista                            | 4.º lugar (Dia 84)                 | 17                  |
| Jéssica F.          | Ausente                                   | Ausente                             | Ausente                                      | Ausente                            | Ausente                                | Ausente                            | Em Quarentena                                | Sofia Gonçalo                              | Sónia Edmar Noélia Bruno             | Sofia Sónia Gonçalo                  | Edmar Sofia Noélia                      | Nomeada                              | Expulsa (Dia 77)                   | 4                   |
| Edmar               | Ausente                                   | Ausente                             | Ausente                                      | Ausente                            | Ausente                                | Ausente                            | Ausente                                      | Sem possibilidade de nomear                | Noélia Jéssica N. Joana A.           | Noélia (2x)                          | Noélia Joana A. Sofia                   | Nomeado                              | Expulso (Dia 77)                   | 11                  |
| Sónia               | Gonçalo & Helena Hélder & Noélia          | Bruno & Joana A. Noélia & Sandrina  | Bruno Joana A.                               | Hélder Joana A.                    | Bruno Joana A.                         | Cláudio Joana A.                   | Noélia Sofia                                 | Noélia Sofia                               | Noélia                               | Joana A. (2x)                        | Expulsa (Dia 70)                        | Expulsa (Dia 70)                     | Expulsa (Dia 70)                   | 25                  |
| Gonçalo             | Hélder & Noélia Sónia & Teresa            | Bruno & Joana A. Noélia & Sandrina  | Joana A. (2x) Bruno                          | Joana A. Teresa                    | Sandrina Joana A.                      | Joana A. Bruno                     | Sónia Sandrina                               | Bruno                                      | Edmar Joana A.                       | Joana A. Sónia Jéssica F.            | Desistente (Dia 66)                     | Desistente (Dia 66)                  | Desistente (Dia 66)                | 15                  |
| Jéssica N.          | Ausente                                   | Ausente                             | Ausente                                      | Ausente                            | Ausente                                | Ausente                            | Em Quarentena                                | Bernardina Sofia Noélia                    | Edmar                                | Expulsa (Dia 63)                     | Expulsa (Dia 63)                        | Expulsa (Dia 63)                     | Expulsa (Dia 63)                   | 7                   |
| Bernardina          | Ausente                                   | Ausente                             | Ausente                                      | Em Quarentena                      | Salva                                  | Bruno Joana A.                     | Sónia Sandrina                               | Sem possibilidade de nomear                | Expulsa (Dia 57)                     | Expulsa (Dia 57)                     | Expulsa (Dia 57)                        | Expulsa (Dia 57)                     | Expulsa (Dia 57)                   | 3                   |
| Sandrina            | Hélder & Noélia Gonçalo & Helena          | Bruno & Joana A. Rui & Teresa       | Joana D. Gonçalo & Pedro S.                  | Gonçalo Bruno                      | Sem possibilidade de nomear            | Joana A. Sofia                     | Sofia Gonçalo                                | Expulsa (Dia 50)                           | Expulsa (Dia 50)                     | Expulsa (Dia 50)                     | Expulsa (Dia 50)                        | Expulsa (Dia 50)                     | Expulsa (Dia 50)                   | 17                  |
| Ana Catharina       | Ausente                                   | Ausente                             | Ausente                                      | Ausente                            | Ausente                                | Ausente                            | Sem possibilidade de nomear                  | Desistente (Dia 50)                        | Desistente (Dia 50)                  | Desistente (Dia 50)                  | Desistente (Dia 50)                     | Desistente (Dia 50)                  | Desistente (Dia 50)                | 0                   |
| Cláudio             | Ausente                                   | Ausente                             | Ausente                                      | Ausente                            | Sem possibilidade de nomear            | Sónia Joana A.                     | Expulso (Dia 43)                             | Expulso (Dia 43)                           | Expulso (Dia 43)                     | Expulso (Dia 43)                     | Expulso (Dia 43)                        | Expulso (Dia 43)                     | Expulso (Dia 43)                   | 4                   |
| Pedro F.            | Ausente                                   | Ausente                             | Ausente                                      | Em Quarentena                      | Noélia                                 | Expulso (Dia 36)                   | Expulso (Dia 36)                             | Expulso (Dia 36)                           | Expulso (Dia 36)                     | Expulso (Dia 36)                     | Expulso (Dia 36)                        | Expulso (Dia 36)                     | Expulso (Dia 36)                   | 2                   |
| Joana D.            | Hélder & Noélia Gonçalo & Helena          | Bruno & Joana A. Noélia & Sandrina  | Joana A. (2x) Bruno (2x)                     | Hélder Joana A.                    | Expulsa (Dia 29)                       | Expulsa (Dia 29)                   | Expulsa (Dia 29)                             | Expulsa (Dia 29)                           | Expulsa (Dia 29)                     | Expulsa (Dia 29)                     | Expulsa (Dia 29)                        | Expulsa (Dia 29)                     | Expulsa (Dia 29)                   | 9                   |
| Hélder              | Sónia & Teresa Joana D. & Sandrina        | Bruno & Joana A. Noélia & Sandrina  | Joana A. (2x) Noélia & Sandrina (2x)         | Bruno Joana A.                     | Expulso pelo Big Brother (Dia 26)      | Expulso pelo Big Brother (Dia 26)  | Expulso pelo Big Brother (Dia 26)            | Expulso pelo Big Brother (Dia 26)          | Expulso pelo Big Brother (Dia 26)    | Expulso pelo Big Brother (Dia 26)    | Expulso pelo Big Brother (Dia 26)       | Expulso pelo Big Brother (Dia 26)    | Expulso pelo Big Brother (Dia 26)  | 11                  |
| Teresa              | Gonçalo & Helena Hélder & Noélia          | Bruno & Joana A. Noélia & Sandrina  | Bruno (2x) Noélia & Sandrina (2x)            | Bruno Sónia                        | Desistente (Dia 23)                    | Desistente (Dia 23)                | Desistente (Dia 23)                          | Desistente (Dia 23)                        | Desistente (Dia 23)                  | Desistente (Dia 23)                  | Desistente (Dia 23)                     | Desistente (Dia 23)                  | Desistente (Dia 23)                | 10                  |
| Helena              | Hélder & Noélia Sónia & Teresa            | Bruno & Joana A. Noélia & Sandrina  | Joana A. (2x) Noélia & Sandrina (2x)         | Expulsa (Dia 22)                   | Expulsa (Dia 22)                       | Expulsa (Dia 22)                   | Expulsa (Dia 22)                             | Expulsa (Dia 22)                           | Expulsa (Dia 22)                     | Expulsa (Dia 22)                     | Expulsa (Dia 22)                        | Expulsa (Dia 22)                     | Expulsa (Dia 22)                   | 5                   |
| Pedro S.            | Sónia & Teresa Hélder & Noélia            | Bruno & Joana A. Noélia & Sandrina  | Joana A. (2x) Bruno                          | Desistente (Dia 22)                | Desistente (Dia 22)                    | Desistente (Dia 22)                | Desistente (Dia 22)                          | Desistente (Dia 22)                        | Desistente (Dia 22)                  | Desistente (Dia 22)                  | Desistente (Dia 22)                     | Desistente (Dia 22)                  | Desistente (Dia 22)                | 2                   |
| Rui                 | Sónia & Teresa Hélder & Noélia            | Bruno & Joana A. Noélia & Sandrina  | Expulso (Dia 15)                             | Expulso (Dia 15)                   | Expulso (Dia 15)                       | Expulso (Dia 15)                   | Expulso (Dia 15)                             | Expulso (Dia 15)                           | Expulso (Dia 15)                     | Expulso (Dia 15)                     | Expulso (Dia 15)                        | Expulso (Dia 15)                     | Expulso (Dia 15)                   | 3                   |
| Anuska              | Gonçalo & Helena Pedro S. & Rui           | Expulsa (Dia 8)                     | Expulsa (Dia 8)                              | Expulsa (Dia 8)                    | Expulsa (Dia 8)                        | Expulsa (Dia 8)                    | Expulsa (Dia 8)                              | Expulsa (Dia 8)                            | Expulsa (Dia 8)                      | Expulsa (Dia 8)                      | Expulsa (Dia 8)                         | Expulsa (Dia 8)                      | Expulsa (Dia 8)                    | 0                   |
|                     |                                           |                                     |                                              |                                    |                                        |                                    |                                              |                                            |                                      |                                      |                                         |                                      |                                    |                     |
| Notas               |                                           |                                     |                                              |                                    |                                        |                                    |                                              |                                            |                                      |                                      |                                         |                                      |                                    |                     |
| Nomeados            | Anuska Bruno Gonçalo Hélder Helena Noélia | Noélia Rui Sandrina Teresa          | Bruno Hélder Helena Joana A. Joana D. Noélia | Joana A. Joana D. Hélder Teresa    | Gonçalo Joana A. Noélia Pedro F. Sónia | Cláudio Joana A. Sofia Sónia       | Bruno Gonçalo Joana A. Noélia Sandrina Sofia | Bernardina Gonçalo Jéssica F. Noélia Sofia | Bruno Edmar Gonçalo Jéssica N.       | Jéssica F. Noélia Sónia Gonçalo      | Edmar Noélia Sofia                      | Edmar Jéssica F. Noélia              | Bruno Joana A. Noélia Sofia        |                     |
| Expulsos            | Anuska 58% (entre 3) para expulsar        | Rui 49% (entre 3) para expulsar     | Pedro S. Desistente                          | Teresa Desistente                  | Pedro F. 25% (entre 2) para salvar     | Cláudio 32% (entre 2) para salvar  | Ana Catharina Desistente                     | Bernardina 15% (entre 3) para salvar       | Jéssica N. 22% (entre 3) para salvar | Gonçalo Desistente                   | Edmar 2% (entre 3) para ser finalista   | Edmar 4% (entre 3) para salvar       | Sofia 9% (entre 4) para vencer     |                     |
| Expulsos            | Anuska 58% (entre 3) para expulsar        | Rui 49% (entre 3) para expulsar     | Pedro S. Desistente                          | Hélder Expulso pelo Big Brother    | Pedro F. 25% (entre 2) para salvar     | Cláudio 32% (entre 2) para salvar  | Ana Catharina Desistente                     | Bernardina 15% (entre 3) para salvar       | Jéssica N. 22% (entre 3) para salvar | Gonçalo Desistente                   | Edmar 2% (entre 3) para ser finalista   | Edmar 4% (entre 3) para salvar       | Noélia 24% (entre 3) para vencer   |                     |
| Expulsos            | Anuska 58% (entre 3) para expulsar        | Rui 49% (entre 3) para expulsar     | Helena 13% (entre 4) para salvar             | Hélder Expulso pelo Big Brother    | Pedro F. 25% (entre 2) para salvar     | Cláudio 32% (entre 2) para salvar  | Sandrina 21% (entre 3) para salvar           | Bernardina 15% (entre 3) para salvar       | Jéssica N. 22% (entre 3) para salvar | Sónia 46% (entre 2) para salvar      | Noélia 47% (entre 3) para ser finalista | Jéssica F. 41% (entre 2) para salvar | Noélia 24% (entre 3) para vencer   |                     |
| Expulsos            | Anuska 58% (entre 3) para expulsar        | Rui 49% (entre 3) para expulsar     | Helena 13% (entre 4) para salvar             | Joana D. 40% (entre 2) para salvar | Pedro F. 25% (entre 2) para salvar     | Cláudio 32% (entre 2) para salvar  | Sandrina 21% (entre 3) para salvar           | Bernardina 15% (entre 3) para salvar       | Jéssica N. 22% (entre 3) para salvar | Sónia 46% (entre 2) para salvar      | Noélia 47% (entre 3) para ser finalista | Jéssica F. 41% (entre 2) para salvar | Bruno 38% (entre 2) para vencer    |                     |
| Salvos              | Hélder 24% (entre 3) para expulsar        | Teresa 46% (entre 3) para expulsar  | Joana D. 14% (entre 4) para salvar           | Joana A. 60% (entre 2) para salvar | Sónia 75% (entre 2) para salvar        | Sónia 68% (entre 2) para salvar    | Gonçalo 34% (entre 3) para salvar            | Gonçalo 39% (entre 3) para salvar          | Edmar 38% (entre 3) para salvar      | Jéssica F. 54% (entre 2) para salvar | Sofia 51% (entre 3) para ser finalista  | Noélia 59% (entre 2) para salvar     | Joana A. 62% (entre 2) para vencer |                     |
| Salvos              | Noélia 18% (entre 3) para expulsar        | Noélia 5% (entre 3) para expulsar   | Hélder 17% (entre 4) para salvar             | Joana A. 60% (entre 2) para salvar | Gonçalo 31% (entre 4) para salvar      | Sofia 30% (entre 4) para salvar    | Noélia 45% (entre 3) para salvar             | Noélia 46% (entre 3) para salvar           | Gonçalo 40% (entre 3) para salvar    | Jéssica F. 54% (entre 2) para salvar | Sofia 51% (entre 3) para ser finalista  | Noélia 59% (entre 2) para salvar     | Joana A. 62% (entre 2) para vencer |                     |
| Salvos              | Bruno 12% (entre 4) para expulsar         | Noélia 5% (entre 3) para expulsar   | Noélia 56% (entre 4) para salvar             | Joana A. 60% (entre 2) para salvar | Noélia 39% (entre 4) para salvar       | Sofia 30% (entre 4) para salvar    | Sofia 38% (entre 4) para salvar              | Sofia 34% (entre 4) para salvar            | Gonçalo 40% (entre 3) para salvar    | Noélia 37% (entre 3) para salvar     | Sofia 51% (entre 3) para ser finalista  | Noélia 59% (entre 2) para salvar     | Joana A. 62% (entre 2) para vencer |                     |
| Salvos              | Helena 8% (entre 5) para expulsar         | Sandrina 3% (entre 4) para expulsar | Bruno 30% (entre 6) para salvar              | Joana A. 60% (entre 2) para salvar | Joana A. 34% (entre 5) para salvar     | Joana A. 45% (entre 4) para salvar | Bruno 52% (entre 5) para salvar              | Jéssica F. 29% (entre 5) para salvar       | Bruno 51% (entre 4) para salvar      | Noélia 37% (entre 3) para salvar     | Sofia 51% (entre 3) para ser finalista  | Noélia 59% (entre 2) para salvar     | Joana A. 62% (entre 2) para vencer |                     |
| Salvos              | Gonçalo 2% (entre 6) para expulsar        | Sandrina 3% (entre 4) para expulsar | Joana A. 32% (entre 6) para salvar           | Joana A. 60% (entre 2) para salvar | Joana A. 34% (entre 5) para salvar     | Joana A. 45% (entre 4) para salvar | Joana A. 37% (entre 6) para salvar           | Jéssica F. 29% (entre 5) para salvar       | Bruno 51% (entre 4) para salvar      | Noélia 37% (entre 3) para salvar     | Sofia 51% (entre 3) para ser finalista  | Noélia 59% (entre 2) para salvar     | Joana A. 62% (entre 2) para vencer |                     |

## Transmissões
|                            | Bloco            | Dia             | Hora  | Duração | Apresentação                                                    |
| -------------------------- | ---------------- | --------------- | ----- | ------- | --------------------------------------------------------------- |
| Big Brother: Duplo Impacto | Gala             | Domingo/Sábado  | 21h45 | 180m    | Teresa Guilherme e Cláudio Ramos                                |
| Big Brother: Duplo Impacto | Última Hora      | Segunda a Sexta | 18h15 | 45m     | Mafalda de Castro                                               |
| Big Brother: Duplo Impacto | Diário           | Segunda a Sexta | 19h15 | 45m     | Iva Domingues (inicialmente) Mafalda de Castro (posteriormente) |
| Big Brother: Duplo Impacto | Extra            | Segunda a Sexta | 23h40 | 135m    | Iva Domingues (inicialmente) Alice Alves (posteriormente)       |
| Big Brother: Duplo Impacto | Extra de Sábado  | Sábado          | 23h40 | 90m     | Alice Alves                                                     |
| Big Brother: Duplo Impacto | Ligação à Casa   | Domingo/Sábado  | 01h   | 75m     | S/ Apresentador                                                 |
| Big Brother: Duplo Impacto | Extra Especial   | Domingo         | 23h15 | 80m     | Teresa Guilherme e Cláudio Ramos                                |
| Big Brother: Duplo Impacto | Extra de Domingo | Domingo         | 00h35 | 90m     | Alice Alves e Mafalda de Castro                                 |

Nota: A partir do dia 28 de fevereiro as Galas do BB Duplo Impacto passam a ser transmitidas aos sábados e a edição de sábado do Extra passa a ser transmitida aos domingos.

## Atuações e Participações Especiais
| Data                | Artista/Banda | Ref.   |
| ------------------- | ------------- | ------ |
| 26 de março de 2021 | Badoxa        | [ 25 ] |

## Audiências das Galas
| Data                    | Rating | Share | Telespectadores | Ref.ª  |
| ----------------------- | ------ | ----- | --------------- | ------ |
| 3 de janeiro de 2021    | 13,3   | 22,8% | 1.259.000       | [ 26 ] |
| 10 de janeiro de 2021   | 12,8   | 22,0% | 1.207.000       |        |
| 17 de janeiro de 2021   | 13,0   | 22,8% | 1.226.000       |        |
| 24 de janeiro de 2021*  | 7,4    | 23,8% | 697.300         |        |
| 31 de janeiro de 2021   | 12,2   | 20,5% | 1.152.000       |        |
| 7 de fevereiro de 2021  | 11,9   | 20,5% | 1.126.400       |        |
| 14 de fevereiro de 2021 | 10,8   | 24,1% | 1.020.900       |        |
| 21 de fevereiro de 2021 | 12,2   | 27,6% | 1.154.000       |        |
| 28 de fevereiro de 2021 | 12,9   | 22,6% | 1.220.000       |        |
| 6 de março de 2021**    | 12,4   | 22,3% | 1.171.000       |        |
| 13 de março de 2021     | 12,9   | 22,9% | 1.219.000       |        |
| 20 de março de 2021     | 12,0   | 27,8% | 1.131.000       |        |
| 27 de março de 2021     | 13,6   | 24,6% | 1.283.000       |        |

*No dia 24 de janeiro de 2021, a Gala do Big Brother - Duplo Impacto foi emitida depois da meia-noite, devido à emissão especial das Eleições Presidenciais, que se prolongou para lá do previsto.
** A Gala do dia 28 de fevereiro de 2021 foi a última a ser emitida a um domingo. A partir desse dia as Galas dos Big Brother - Duplo Impacto passaram a ser emitidas ao sábado

## Controvérsias

### Imparcialidade dos apresentadores
Cláudio Ramos e Teresa Guilherme, os apresentadores do programa, foram acusados de falta de imparcialidade durante a terceira gala do programa, ao tomarem partido da concorrente Joana Diniz, numa discussão entre a própria, Hélder e Anuska. Também na segunda gala já o tinham feito quando a comentadora, e blogger, Ana Garcia Martins, expôs um comentário homofóbico proferido pela concorrente dirigido ao comentador Pedro Crispim. Na emissão de dia 19 de janeiro de 2021, do programa Dois às 10, Anuska confrontou Cláudio Ramos que, novamente, desculpou as atitudes de Joana Diniz, sua ex-cunhada, e acabou por lançar farpas aos comentadores do programa. A ex-concorrente, e agora comentadora, Andreia e a apresentadora Maria Botelho Moniz acabaram por concordar com Anuska.

### Apologia ao nazismo de Hélder
A 28 de janeiro, o concorrente Hélder acaba por ser expulso pelo Big Brother  por ter feito, várias vezes, a saudação Nazi dentro da casa mesmo depois de ter sido alertado pelos colegas Gonçalo Quinaz e Helena Isabel. Depois de um discurso lúdico por parte da figura do Big Brother, Hélder continuou a defender que não via mal nenhum nas suas ações. Mais tarde, no programa Dois às 10, quando confrontado por Maria Botelho Moniz e Cláudio Ramos, o concorrente continua a afirmar que não deveria de ter sido expulso e que aquela saudação era uma coisa normal, referindo que muitas vezes a faz no ginásio. Durante o programa, o concorrente tentou fazê-lo mas Cláudio Ramos acabou por o alertar e, em tom sério, advertiu que não o fizesse. Na gala de domingo, 31 de janeiro, quando confrontado por Teresa Guilherme e Ana Garcia Martins o concorrente defendeu que merecia uma "recompensa" e que nunca deveria de ter sido expulso. Teresa Guilherme, reforçou novamente o quão más foram as suas ações e que o concorrente deveria de ler um pouco mais sobre aquilo que a saudação representava e ter a humildade de pedir desculpa ao público.

### Insultos de Teresa
Durante a gala de 31 de janeiro, Teresa, concorrente que desistiu a 25 de janeiro, foi convidada para entrar no bunker da casa e confrontar os concorrentes ainda em jogo, em especial, Bruno Savate e Joana Albuquerque. Depois de várias ofensas aos jogadores e de uma chamada de atenção por parte da comentadora oficial do programa, Ana Garcia Martins, Teresa partiu para o insulto, chamando a comentadora de "asquerosa" e de que não deveria de estar no lugar que estava. Ana Garcia Martins ameaçou deixar a gala, chegando mesmo a levantar-se do sofá onde estava, caso a concorrente desistente não abandonasse a gala. O Big Brother, reprimindo as palavras de Teresa, afirmou que a concorrente era apenas uma convidada e que não iria permitir que ela insultasse os membros da sua equipa. Teresa Guilherme, Cláudio Ramos e o Big Brother pediram desculpa a Ana Garcia Martins, implorando para que a mesma não abandonasse o programa.

### Imparcialidade de Sanções
Durante a semana 7 do jogo, os concorrentes Bernardina e Gonçalo Quinaz voltaram a quebrar as regras do jogo ao comunicarem com o exterior depois de verem e ouvirem gritos dos seus familiares. Para além disso, desrespeitaram a figura do Big Brother ao não entrarem para dentro da casa quando foram chamados. Depois de uma exposição nas redes sociais por parte dos espectadores do programa, que levaram a hashtag #VergonhaTVI para primeiro lugar no trending do Twitter, a produção do programa alertou os concorrentes de que as regras são para respeitar e pediu ao público e aos restantes concorrentes para terem empatia pelos concorrentes visados e para se colocarem no lugar da produção. No entanto, no domingo de gala, Bruno Savate e Joana d'Albuquerque foram sancionados com uma nomeação direta, por estarem sem microfone, aumentando a revolta nas redes sociais. Os espectadores acusam a produção de falta de imparcialidade e de manipular o jogo de forma a colocar uns jogadores numa posição de vantagem em comparação com outros. O painel de comentadores, na sua maioria, mostrou-se desagradado por se terem sancionado uns concorrentes e outros não.

### Desrespeito pelas Regras
Durante a semana 8 do programa, os concorrentes Bernardina e Gonçalo Quinaz, à semelhança do que Bruno Savate e Joana d'Albuquerque fizeram durante a semana 7, andaram pela casa sem microfone, durante mais de 15 minutos, a conversarem. Mesmo depois de serem chamados à atenção por parte da personalidade Big Brother, continuaram a desrespeitar as regras. Até à data, a produção não aplicou nenhuma sanção pelo desrespeito das regras do programa, provocando, ainda mais, o sentimento de parcialidade e manipulação de que os espectadores tanto se mostram desagradados nas redes sociais.